# Lugnetleden

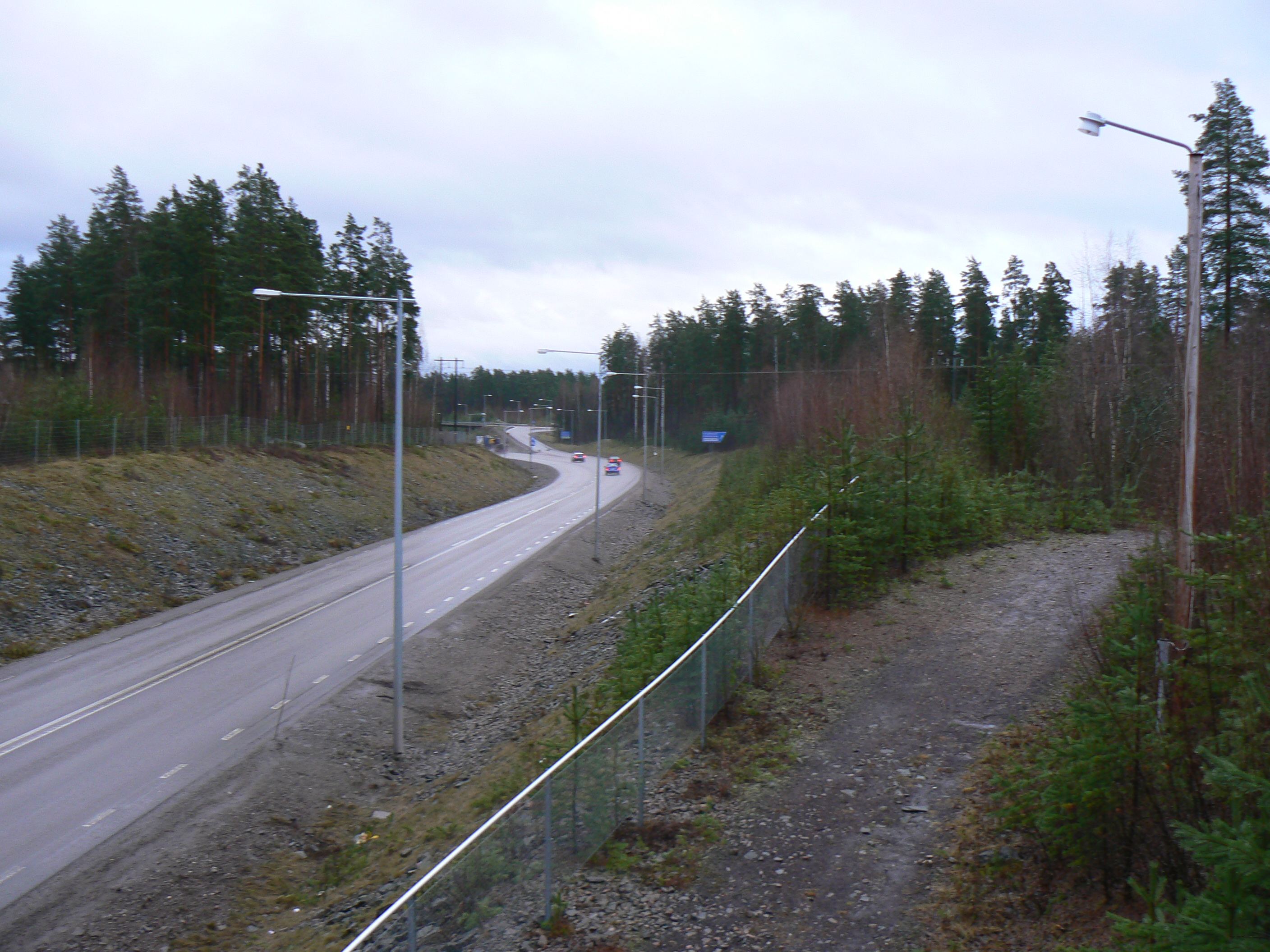
Lugnetleden. Trafikplats Norslund skymtar längst fram

Lugnetleden är en väg inom Faluns tätortssystem. Det är en förbifartsled som leder E16 nordost om tätortens centrala delar. Precis som namnet antyder passerar leden området Lugnet, riksbekant för sina många idrottsanläggningar och Högskolan Dalarna.
Den nordvästra delen byggdes under 1980-talet. Man valde då att i sydost leda ner den på den befintliga riksväg 80, Korsnäsvägen, via Herdinvägen och skjuta den östra delen av vägen på framtiden. Denna led blev ganska smal och saknar planskilda korsningar men mark reserverades för en framtida utbyggnad till fyra filer och planskilda korsningar (motorväg). En cirkulationsplats byggdes vid korsningen med Svärdsjögatan i början av 2000-talet. Sedan dess har cirkulationsplatser också byggts vid Regementsvägen/Herdinvägens anslutning, samt vid en ny nordligare infart till Lugnetområdet som nu också blivit Skuggarvsvägens (lv 851) anslutning 
Den östra delen av Lugnetleden, som byggdes under 1990-talet, dimensionerades större. Speciellt den ostligaste delen, vilken 2005 gjordes om till 3-fältsväg med mitträcke (två smala filer västerut och en fil österut). Denna del av Lugnetleden har två planskilda korsningar i stället för vanliga korsningar. 1990-talets Lugnetled fick 2006–2007 en ny rondell på Dalregementets gamla övningsområde "Myran" där nu nya verksamheter etablerats, bland annat ICA Maxi och Plantagen.
2007 tog Falu kommun för att spara pengar bort belysningen längs större delen av Lugnetleden, liksom längs riksvägens fortsättning i öster genom Korsnäs och Hosjö. Sedan dess återstår belysning endast vid korsningar, rondeller, busshållplatser samt på på- och avfartsramper.
Den nordligaste delen av Lugnetleden utgör nu också en del av riksväg 50:s dragning genom/förbi staden.